# Pleak (Texas)
Pleak es una villa ubicada en el condado de Fort Bend en el estado estadounidense de Texas. En el Censo de 2010 tenía una población de 1044 habitantes y una densidad poblacional de 204,61 personas por km².

## Geografía
Pleak se encuentra ubicada en las coordenadas 29°29′16″N 95°48′32″O / 29.48778, -95.80889. Según la Oficina del Censo de los Estados Unidos, Pleak tiene una superficie total de 5.1 km², de la cual 5.01 km² corresponden a tierra firme y (1.88%) 0.1 km² es agua.

## Demografía
Según el censo de 2010, había 1044 personas residiendo en Pleak. La densidad de población era de 204,61 hab./km². De los 1044 habitantes, Pleak estaba compuesto por el 70.4% blancos, el 3.16% eran afroamericanos, el 1.05% eran amerindios, el 0.77% eran asiáticos, el 0% eran isleños del Pacífico, el 22.41% eran de otras razas y el 2.2% pertenecían a dos o más razas. Del total de la población el 51.72% eran hispanos o latinos de cualquier raza.